# Alan Sunderland
Alan Sunderland (* 1. Juli 1953 in Conisbrough, Grafschaft Yorkshire) ist ein ehemaliger englischer Fußballspieler.

## Leben und Karriere
Sunderland begann seine professionelle Fußballerkarriere bei den Wolverhampton Wanderers 1970. Mit den „Wolves“ gewann er 1974 den englischen Ligapokal und stieg 1977 mit der Mannschaft in die höchste englische Spielklasse auf. November 1977 wechselte er für 220.000 £ zum FC Arsenal. Im FA-Cup-Finale 1979 holte der Engländer mit der Mannschaft den Titel, indem er das entscheidende Tor in der Verlängerung gegen Manchester United erzielte. Sunderland blieb weitere fünf Jahre bei den Gunners. Nach vielen Verletzungen und Verlust seines Stammplatzes wechselte er im Februar 1984 leihweise zu Ipswich Town. Zwei Jahre lang blieb er bei den Blues, ehe er beim irischen Klub Derry City seine Karriere ausklingen ließ. International spielte er ein Mal für die englische Fußballnationalmannschaft gegen Australien. Nach seinem Karriereende gründete Sunderland ein Pub in Ipswich. Heute lebt der Engländer auf Malta.

### Erfolge
- 1 × englischer Ligapokalsieger mit dem Wolverhampton Wanderers (1974)
- 1 × englischer Pokalsieger mit dem FC Arsenal (1979)